# Фетсун
Фѐтсун (на норвежки: Fetsund) е град в източната част на Южна Норвегия, община Фет на фюлке Акешхус. Намира се на около 20 km източно от централната част на столицата Осло на левия бряг на река Глома. Има жп гара от 1860 г. Главен административен център на община Фет. Население 6801 жители според данни от преброяването към 1 януари 2008 г.